# Busseola longistriga
Busseola longistriga är en fjärilsart som beskrevs av Max Wilhelm Karl Draudt 1950. Busseola longistriga ingår i släktet Busseola och familjen nattflyn. Inga underarter finns listade i Catalogue of Life.